# Hesperocharis crocea
Hesperocharis crocea är en fjärilsart som beskrevs av Bates 1866. Hesperocharis crocea ingår i släktet Hesperocharis och familjen vitfjärilar. Inga underarter finns listade i Catalogue of Life.